# Thời kỳ Bắc thuộc lần thứ nhất
Bắc thuộc lần thứ nhất (chữ Nôm: 北屬吝次一, ngắn gọn: Bắc thuộc lần 1) trong lịch sử Việt Nam là thời kỳ đầu tiên Việt Nam nằm dưới sự cai trị của của nền phong kiến Trung Quốc.

## Lịch sử

### Thời điểm bắt đầu
Dấu mốc xác định thời kỳ đầu tiên này chưa thống nhất giữa các tài liệu, do quan niệm khác nhau về nước Nam Việt và nhà Triệu.
- Quan điểm công nhận nhà Triệu là triều đại của Việt Nam (Đại Việt sử ký toàn thư, Khâm định Việt sử thông giám cương mục, Việt Nam sử lược) xác định rằng khi nhà Triệu bị Hán Vũ Đế diệt năm 111 trước công nguyên (TCN) là lúc bắt đầu thời Bắc thuộc. Theo mốc thời gian này, thời Bắc thuộc lần 1 kéo dài 150 năm. Theo quan điểm này, thời Bắc thuộc lần 1 thực chất là thời thuộc Hán[1][2][3][4][5][6][7][8].
- Quan điểm không công nhận nhà Triệu là triều đại chính thống của Việt Nam (Việt sử tiêu án, các sách Lịch sử Việt Nam của các sử gia hiện đại, chính phủ Việt Nam Dân chủ Cộng hòa), bởi nhà Triệu là do Triệu Đà - một viên tướng người Hoa lập ra, tức vẫn là người Hoa cai trị người Việt giống như thời kỳ thuộc nhà Hán sau đó. Thời Bắc thuộc như vậy bắt đầu từ khi Triệu Đà diệt An Dương Vương:

Sử cũ thường xác định An Dương Vương và nước Âu Lạc bị tiêu diệt năm 207 TCN. Theo mốc thời gian này, thời Bắc thuộc lần 1 kéo dài 246 năm.
Sử hiện đại căn cứ theo ghi chép của Sử ký Tư Mã Thiên là Triệu Đà diệt nước Âu Lạc "sau khi Lã Hậu mất", tức là khoảng năm 179 TCN. Theo mốc thời gian này, thời Bắc thuộc lần 1 kéo dài 218 năm.

### Sự cai trị của nhà Triệu và nhà Hán

#### Nhà Triệu
Sau khi sáp nhập Âu Lạc vào Nam Việt, Triệu Đà chia lãnh thổ Âu Lạc làm 2 quận Giao Chỉ và Cửu Chân. Trông coi 2 quận này là hai viên quan Sứ (đại diện cho triều đình Phiên Ngung), bao gồm: Điển sứ coi việc hành chính và Tả tướng coi việc quân sự. Sử cũ ghi nhận Tả tướng cuối cùng thời Triệu là Hoàng Đồng (黄同).
Một chiếc ấn khối vuông bằng đồng khắc chữ "胥浦侯印 Tư Phố hầu ấn" (Ấn dành cho thủ lĩnh huyện Tư Phố) được phát hiện ở Thanh Hóa thuộc miền bắc Việt Nam trong thập niên 1930, được cho là của viên Điển sứ tước Hầu ở quận Cửu Chân thời Triệu do có sự tương đồng với những chiếc ấn được tìm thấy ở lăng mộ Triệu Văn Đế.
Theo ý kiến các sử gia, điều này chứng tỏ nhà Triệu không trực tiếp cai trị Giao Chỉ và Cửu Chân, người Âu Lạc cũ chỉ mất một triều đình độc lập do người bản địa đứng đầu, chế độ Lạc tướng cha truyền con nối vẫn được duy trì và tổ chức vùng (bộ) của người Việt vẫn chưa bị xóa bỏ. Thậm chí, trong vùng đất Cổ Loa cũ của An Dương Vương còn có vương hiệu là Tây Vu Vương.
Các sử gia cũng đánh giá: việc tiếp tục chế độ Lạc tướng của người Việt là chính sách cai trị tốt của nhà Triệu, vì triều đình Nam Việt sở dĩ tồn tại được, ngoài sự phù trợ của một số người Hán còn có sự ủng hộ của các tộc trưởng địa phương người Việt. Các tộc trưởng người Việt, Lạc tướng vẫn cai trị, hàng năm cống nộp cho vua Triệu thông qua hai quan Sứ. Giúp việc cho hai quan Sứ có một số quan chức cả người Nam Việt lẫn người Việt Giao Chỉ.
Ở quận Quế Lâm, nhà Triệu đặt một viên quan Giám để trông coi. Sử cũ ghi nhận vị quan Giám cuối cùng của quận Quế Lâm là Cư Ông (居翁).
Nhà Triệu phong cho họ hàng tông thất được tước Vương ở đất Thương Ngô, hiệu là Thương Ngô Vương. Sử cũ cho biết Triệu Quang là Thương Ngô Vương cuối cùng.
Riêng quận Nam Hải do triều đình nhà Triệu trực tiếp cai trị và là nơi đặt kinh đô Phiên Ngung. Dưới đơn vị cấp quận là cấp huyện. Sử cũ ghi nhận vào giai đoạn cuối thời Triệu, Sử Định (史定) là quan Huyện lệnh huyện Yết Dương thuộc quận Nam Hải.
Biến cố đáng kể nhất của thời kỳ này là cuộc chiến giữa nhà Hán và nhà Triệu cuối thế kỷ 2 TCN, dẫn tới sự thay đổi chủ quyền cai trị lãnh thổ miền Bắc và Bắc Trung Bộ Việt Nam cùng đất Lưỡng Quảng từ tay nhà Triệu sang tay nhà Tây Hán. Nhân lúc nhà Triệu suy yếu, Hán Vũ Đế định dùng phương pháp ngoại giao để thu phục đất Nam Việt nhưng không thành công vì gặp sự chống đối của Thừa tướng Lữ Gia.
Hán Vũ Đế quyết định sử dụng quân sự và mở cuộc tấn công quy mô vào năm 111 TCN. Nhà Triệu đã thất bại sau khi tướng Hán là Lộ Bác Đức hạ được kinh thành Phiên Ngung của Nam Việt nhưng chưa tiến vào lãnh thổ Giao Chỉ và Cửu Chân. Thủ lĩnh người Việt ở đất Cổ Loa là Tây Vu Vương định nổi dậy chống Hán nhưng bị Tả tướng Hoàng Đồng giết chết để hàng Hán. Nước Nam Việt, trong đó bao gồm lãnh thổ miền Bắc Việt Nam bây giờ, từ đó thuộc quyền cai quản của nhà Hán.

#### Nhà Hán
Nhà Hán xác lập bộ máy cai trị chặt chẽ hơn so với nhà Triệu, thiết lập đơn vị cai trị cấp châu và quận. Tại các huyện, chế độ Lạc tướng cha truyền con nối của người Việt vẫn được duy trì, nhà Hán "dùng tục cũ để cai trị".
Khi Vương Mãng cướp ngôi nhà Hán lập nhà Tân (năm 8), thứ sử Giao Châu là Đặng Nhượng và thái thú Tích Quang theo các thái thú ở Giang Nam, cùng nhau cát cứ chống nhà Tân. Năm 29, Hán Quang Vũ Đế cơ bản thống nhất Trung nguyên. Theo lời dụ của tướng Đông Hán là Sầm Bành, Tích Quang và Đặng Nhượng cùng hàng Đông Hán.

## Hành chính và dân số

### Thời Hán
Nhà Hán đánh chiếm Nam Việt năm 111 TCN, chia lãnh thổ Nam Việt làm sáu quận là Nam Hải, Hợp Phố (Quảng Đông), Thương Ngô, Uất Lâm (Quảng Tây), Giao Chỉ, Cửu Chân (miền Bắc Việt Nam) và lập thêm 3 quận mới là Chu Nhai, Đạm Nhĩ (đảo Hải Nam), Nhật Nam.
Riêng đối với quận Nhật Nam, khi Lộ Bác Đức đánh bại nhà Triệu, lãnh thổ Nam Việt chưa bao gồm quận Nhật Nam (từ Quảng Bình tới Bình Định). Vùng đất này được nhập vào lãnh thổ chung với miền Bắc và Bắc Trung Bộ Việt Nam ngày nay lần đầu tiên sau khi các quan cai trị Giao Chỉ tiến xuống thu phục các bộ tộc phía Nam dãy Hoành Sơn trong thời thuộc Hán và hình thành quận Nhật Nam.
Năm 106 TCN, Hán Vũ Đế đặt cử Thạch Đái làm thái thú 7 quận ở lục địa, 2 quận ở đảo (tức đảo Hải Nam), trụ sở đặt tại Luy Lâu, quận Giao Chỉ là quận lớn và quan trọng nhất.
Hán thư ghi nhận quận Nam Hải gồm có 6 huyện: Phiên Ngung, Trung Túc, Bác La, Long Xuyên, Tứ Hội, Yết Dương. Quận trị Nam Hải đặt tại huyện Phiên Ngung. Quận Nam Hải thời Hán có 19.613 hộ - 94.253 người.
Quận Uất Lâm gồm có 12 huyện: Bố Sơn, An Quảng, Hà Lâm, Quảng Đô, Trung Lưu, Quế Lâm, Đàm Trung, Lâm Trần, Định Chu, Lĩnh Phương, Tăng Thực, Ung Kê. Quận trị Uất Lâm đặt tại huyện Bố Sơn. Quận Uất Lâm thời Hán có 12.415 hộ - 71.162 người.
Quận Thương Ngô gồm có 10 huyện: Quảng Tín, Tạ Mộc, Cao Yếu, Phong Dương, Lâm Hạ, Đoan Khê, Phùng Thừa, Phú Xuyên, Lệ Phổ, Mãnh Lăng. Quận trị Thương Ngô đặt tại huyện Quảng Tín. Quận Thương Ngô thời Hán có 24.379 hộ - 146.160 người.
Quận Hợp Phố thời Tây Hán gồm có 5 huyện: Từ Văn, Cao Lương, Hợp Phố, Lâm Doãn, Chu Lô với 15.398 hộ, 78.980 người. Thời Đông Hán gồm 5 huyện: Hợp Phố, Từ Văn, Cao Lương, Lâm Nguyên, Chu Nhai với 23.121 hộ, 86.617 người. Quận trị Hợp Phố đặt tại huyện Từ Văn.
Quận Giao Chỉ gồm có 10 huyện: Luy Lâu, An Định, Câu Lậu, Mê Linh, Khúc Dương, Bắc Đái, Kê Tử, Tây Vu, Long Uyên, Chu Diên. Theo Hán thư, quận Giao Chỉ thời Hán có 92.440 hộ - 746.237 người.
Về trị sở của quận Giao Chỉ, các sách sử cũ của Trung Quốc ghi không thống nhất. Hán thư ghi huyện Liên Lâu đứng đầu, về nguyên tắc đó là quận trị. Sách Giao châu ngoại vực ký cũng chép tương tự. Sách Thủy kinh chú lại xác định quận trị Giao Chỉ là huyện Mê Linh.
Quận Cửu Chân gồm có 7 huyện: Tư Phố, Cư Phong, Đô Lung, Dư Phát, Hàm Hoan, Vô Thiết (hay Vô Biên), Vô Biên. Quận trị Cửu Chân đặt tại huyện Tư Phố, thời Vương Mãng đổi gọi Tư Phố là Hoan Thành. Quận Cửu Chân thời Hán có 35.743 hộ - 166.013 người.
Như vậy tổng số hộ tại 2 quận Giao Chỉ và Cửu Chân là 128.122 với 912.250 người. So với thời Triệu, dân số tăng gấp khoảng 2,3 lần.
Còn quận Nhật Nam do nhà Hán mới đặt sau khi đánh chiếm Nam Việt, gồm có 5 huyện: Chu Ngô, Tây Quyển, Lô Dung, Ty Ảnh và Tượng Lâm. Quận trị của Nhật Nam tại Tây Quyển. Thời nhà Tân, Vương Mãng đổi gọi là Nhật Nam đình. Nhật Nam thời thuộc Hán có 15.460 hộ và 69.485 người.

## Kinh tế

### Nông nghiệp
Cơ sở kinh tế thời kỳ này là nông nghiệp với nông cụ đá (rìu, cuốc đá), gỗ (mai, vồ,...), nhiều công cụ đồng thau (lưỡi cuốc, cày, xẻng, rìu, hái...) và một số nông cụ sắt (có rìu sắt lưỡi xéo phỏng chế rìu đồng Đông Sơn)...
Lúa nước vẫn là cây trồng chủ đạo. Bên cạnh đó, có nghề trồng dâu nuôi tằm, trồng bông, đay, gai để có cái mặc và có nhiều hoa quả như nhãn, vải, quýt, chuối,... Trong chăn nuôi, người Việt có 5 giống gia súc là trâu, lợn, gà, dê, chó.

### Thủ công nghiệp
Nền sản xuất thủ công nghiệp Giao Chỉ tiếp tục có những bước phát triển, trên cơ sở thủ công nghiệp truyền thống của Âu Lạc kết hợp với việc tiếp thu những tinh hoa của dân Nam Việt.
Đồ đồng Đông Sơn vẫn được sản xuất bên cạnh đồ đồng vùng Lưỡng Quảng (đỉnh, biển hồ, gươm, qua, gương đồng...). Các sản phẩm gốm ngoài gốm cổ truyền còn có những sản phẩm chịu ảnh hưởng của phong cách Nam Việt (như gốm văn in hình học, bình 4-5 thân dính liền nhau) và Hán (đỉnh, bình, vò,...).
Người Việt có nghề dệt cửi làm vải, nổi tiếng là vải cát bá (vải bông) nhỏ sợi và rất mịn.

### Thương mại
Từ khi nhà Hán chinh phục Nam Việt, người Việt tham gia hoạt động thương mại nhiều hơn so với trước, do tác động của các thương nhân người Hán. Điểm xuất phát của các thương nhân người Hán từ phương Bắc, khi đi và về đều qua Nhật Nam mua bán thổ sản sau khi vòng qua trao đổi hàng ở các quốc gia ngoài biển.
Nhiều lái buôn người Hán đến buôn bán và trở nên giàu có. Sản vật địa phương buôn bán trao đổi bao gồm vải cát bá, đồi mồi, ngọc, voi, tê giác, vàng bạc, hoa quả,...
Việc buôn bán ở phương Đông thời Tây Hán đã phát triển. Do có vị trí thuận lợi và phong phú sản phẩm nhiệt đới, Giao Chỉ trở thành một trạm quan trọng về giao thông biển với các nước phía nam ngoài biển. Hán thư ghi lại tên một số quốc gia có thông thường thời kỳ đó, được xác định ở Nam Á và Đông Nam Á như Hoàng Chi, Đô Nguyên, Âp Lô Một, Sâm Ly, Phù Cam Đô Lô, Bì Tông,...

## Văn hóa và xã hội
Đến thời Bắc thuộc lần 1 là thời sơ kỳ đồ sắt Việt Nam, vẫn tồn tại cơ cấu của nền văn minh Đông Sơn với mô hình văn hóa nông nghiệp lúa nước cổ truyền. Người Việt đã chịu ảnh hưởng lối sống, văn minh – văn hóa Hán được truyền bá theo 2 cách:
- Truyền bá một cách ôn hòa qua giao lưu kinh tế - văn hóa, qua di dân Trung Quốc.
- Truyền bá một cách cưỡng bức thông qua đô hộ hành chính quân sự.

Sự tồn tại của văn hóa Đông Sơn được các sử gia hiện đại đánh giá là sức sống mãnh liệt của dân tộc Việt trước sự đồng hóa của phương Bắc. Có sự tồn tại song song của hai nền văn hóa được các nhà nghiên cứu xác nhận:
- Trong cư trú: kiểu Đông Sơn với nhà sàn và kiểu Hán với thành quách mô hình nhà bằng đất, mô hình giếng nước, bếp lò, chuồng trại.
- Trong mộ táng: kiểu Đông Sơn với mộ táng hình thuyền và đồ tùy táng kiểu Đông Sơn; kiểu Hán với mộ đất, quách gỗ và hiện vật tùy táng kiểu Trung Quốc
- Trong sinh hoạt: vừa có đồ gốm kiểu Đường Cồ, gốm Đông Sơn, rìu lưỡi xéo, trống đồng của người Việt truyền thống bên cạnh bình, đỉnh miệng vuông, đao sắt, kiếm, gương đồng, móc đai lưng.

Đầu thế kỷ 1, Nhâm Diên được Hán Quang Vũ Đế cử sang làm thái thú quận Cửu Chân đã áp dụng lối sống Hán cải biến phong hóa người Việt từ năm 29. Những việc cưới xin tới trang phục, giáo dục nhất thiết phải theo lễ nghĩa Trung Quốc.
Các sử gia hiện đại cho rằng: sự pha trộn văn hóa, đời sống giữa Hán và Việt dẫn tới sự hỗn dung văn hóa cưỡng bức, theo đó quá trình năng động trên cơ tầng Việt đã vận hành theo cơ chế Hán. Đời sống văn hóa – xã hội Việt chuyển từ mô hình Đông Sơn cổ truyền sang mô hình mới: Hán - Việt.

## Sự phản kháng của người Việt
Thời Bắc thuộc lần 1, trong vòng hơn 200 năm không ghi nhận một cuộc nổi dậy chống đối đáng kể nào của người Việt. Chỉ có những việc chống đối quy mô tương đối nhỏ, giết quan lại nhà Hán, dù trong nhiều năm đã khiến nhà Hán phải điều động quân đội từ Kinh Sở (Hoa Nam) xuống trấn áp, nhưng không đủ mạnh để đuổi người Hán.
Năm 40, do sự tàn bạo của thái thú Tô Định (trấn trị từ năm 34), hai chị em Trưng Trắc và Trưng Nhị đã nổi dậy chống sự cai trị của nhà Hán. Tô Định bỏ chạy về Trung Quốc, Hai Bà Trưng xưng vương, xác lập quyền tự chủ của người Việt. Thời Bắc thuộc lần 1 chấm dứt.

## Các quan đô hộ
Sử sách ghi lại các quan đô hộ đã sang Việt Nam trong thời kỳ này, gồm một danh sách không đầy đủ, như sau:
- Cư Ông
- Thạch Đái (111 - 86 TCN)
- Chu Chương (86 - 75 TCN)
- Ngụy Lãng
- Ích Cư Xương (? - 54 TCN) con Cư Ông
- Đặng Huân
- Tích Quang (1-33?)
- Đặng Nhượng (8-23), cát cứ chống nhà Tân
- Nhâm Diên (29-33)
- Tô Định (34-40)